# Studies on Ibadism and Oman
Studies on Ibadism and Oman (englisch; deutsch: Forschungen zum Ibadismus und Oman) ist eine von dem omanischen Historiker Abdulrahman Al Salimi und dem Islamwissenschaftler und Orientalisten Heinz Gaube (1940–2022) herausgegebene englischsprachige wissenschaftliche Buchreihe zur islamischen Richtung der Ibaditen (und ihrer Rechtsschule) und zum Oman, wo die meisten Ibaditen leben. Verschiedene internationale Fachgelehrte haben an der Reihe mitgewirkt. Sie erscheint seit 2013 unregelmäßig im Olms Verlag (Hildesheim; Zürich; New York). Zu einigen Bänden gibt es eine extra Luxusausgabe. Bislang (2017) sind zehn Bände erschienen, weitere sind in Vorbereitung.

## Übersicht (Auswahl)
1. Heinz Gaube: The Ibadis in the Region of the Indian Ocean. Section One: East Africa. With contributions of Abdulrahman Al Salimi. 2013
2. Michaela Hoffmann-Ruf; Abdulrahman Al Salimi (eds.): Oman and Overseas.  2013
3. Angeliki Ziaka (ed.): On Ibadism. 2014
4. Ersilia Francesca (ed.): Ibadi Theology. Rereading Sources and Scholarly Works. 2015
5. John C. Wilkinson: Water and Tribal Settlement in South-East Arabia. A Study of the Aflaj of Oman. Oxford 1977. Reprint: 2013
6. Barbara Michalak-Pikulska; Reinhard Eisener (eds.): Ibadi Jurisprudence. Origins, Developments and Cases. 2015
7. Reinhard Eisener (ed.): Today's Perspectives on Ibadi History. 2016
8. Heinz Gaube; Abdulrahman Al Salimi: Illuminated Qurans from Oman. 2016
9. Heinz Gaube; Abdulrahman Al Salimi; Eric Staples: Oman A Maritime History. 2017
10. Heinz Gaube; Abdulrahman Al Salimi; Eric Staples: The Ports of Oman. 2017

14. Miklos Muranyi: The First Compendium of Ibadi Law: The Mudawwana by Abu Ghanim Bishr b. Ghanim al-Khurasani. 2018
15. Eric Staples; Abdulrahman Al Salimi: A Maritime Lexicon – Arabic Nautical Terminology in the Indian Ocean. 2019